# Buchwäldchen

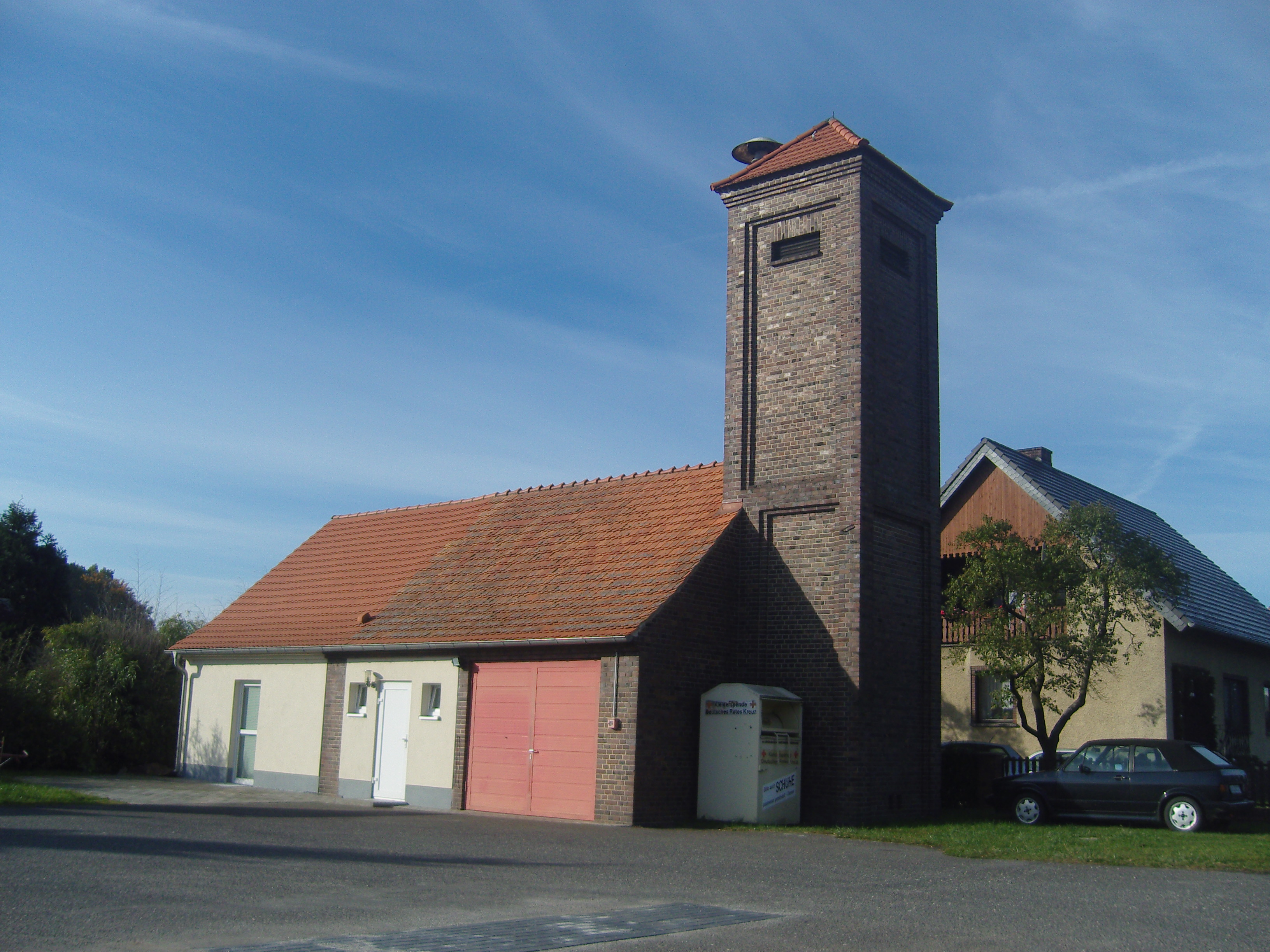
Feuerwehrhaus

Buchwäldchen (niedersorbisch Bukowinka) ist ein Ort im südbrandenburgischen Landkreis Oberspreewald-Lausitz. Er gehört zur Gemeinde Luckaitztal im Amt Altdöbern. Bis zur Eingemeindung am 31. März 2002 war Buchwäldchen eine eigenständige Gemeinde.

## Lage
Buchwäldchen liegt in der Niederlausitz im Naturpark Niederlausitzer Landrücken. Die südlich des Ortes liegende Teichlandschaft Buchwäldchen-Muckwar gehört seit dem 16. Januar 1997 zu den Naturschutzgebieten des Landes Brandenburg. Im Osten grenzt der Ort an Ranzow, einen Ortsteil von Altdöbern, sowie an Muckwar, einen Ortsteil der Gemeinde Luckaitztal. Im Süden und Westen folgen weitere Orte dieser Gemeinde, Neudöbern, Rettchensdorf, Schöllnitz, Luckaitz, Zwietow und Weißag. Im Norden liegen die Vetschauer Ortsteile Gahlen und Ogrosen.
Zum Ortsteil Buchwäldchen gehört der Wohnplatz Gielow.

## Geschichte
Buchwäldchen wurde erstmals um das Jahr 1200 erwähnt. Die Erwähnung erfolgte unter dem Namen Gottebug in einem Schriftstück des Klosters Nienburg, in dem dessen Lausitzer Besitztümer genannt werden. Im 14. Jahrhundert gehörte Buchwäldchen zum Markgraftum Niederlausitz und war somit ein Teil der böhmischen Kronländer. 1459 wurde der Ortsname Buchwäldinchen genannt. Nach dem Frieden von Prag im Jahr 1635 kam das Dorf zum Kurfürstentum Sachsen. Im Jahr 1725 wurde wahrscheinlich das Gut im Ort errichtet. Anfang des 19. Jahrhunderts wird Buchwäldchen als Kirchdorf bezeichnet. Im Ergebnis der auf dem Wiener Kongress beschlossenen Teilung des Königreiches Sachsen kam Buchwäldchen im Jahr 1815 an das Königreich Preußen. Der Ort gehörte zum preußischen Kreis Calau in der Provinz Brandenburg.
Laut der Topografisch-statistischen Übersicht des Regierungsbezirks Frankfurt a.d.O. aus dem Jahr 1844 gehörten zum Gut damals das Dorf, eine Wassermühle und eine Ziegelei. Insgesamt hatte der Ort 16 Wohnhäuser und 107 Einwohner und war inzwischen nach Calau eingepfarrt. 1867 hatte Buchwäldchen 14 Wohngebäude und 91 Einwohner. Bei der Volkszählung vom 1. Dezember 1871 setzte sich die Bevölkerung der Landgemeinde Buchwäldchen wie folgt zusammen: Es gab zehn Wohngebäude und insgesamt elf Haushalte. Von den 70 Einwohnern waren 41 männlich und 29 weiblich; 19 Einwohner waren jünger als zehn Jahre. Der Gutsbezirk Buchwäldchen hatte acht Haushalte (einen Einzelhaushalt und sieben Familien), von den 40 Einwohnern waren 23 männlich und 17 weiblich und 13 Einwohner waren jünger als zehn Jahre. 1875 hatte die Landgemeinde Buchwäldchen 106 Einwohner. Im Jahre 1896 wurde die heute im Ort vorhandene Friedhofskapelle errichtet.
Am 1. Dezember 1910 hatte die Landgemeinde Buchwäldchen 69 (nach abweichenden Angabe 100) und der Gutsbezirk Buchwäldchen 114 Einwohner. Bei der Auflösung der Gutsbezirke in Preußen am 30. September 1928 wurde der Gutsbezirk Buchwäldchen in die gleichnamige Landgemeinde eingegliedert. Nach dem Ende des Zweiten Weltkrieges wurden die Gutsbesitzer von Buchwäldchen enteignet. In der Sowjetischen Besatzungszone und ab 1949 in der DDR lag Buchwäldchen weiterhin im Landkreis Calau, der 1950 in Landkreis Senftenberg umbenannt und am 25. Juli 1952 im Zuge der DDR-Kreisreform aufgelöst wurde. Buchwäldchen kam dann zum neu gebildeten Kreis Calau im Bezirk Cottbus. In den 1980er Jahren lag Buchwäldchen in einem Bergbauschutzgebiet des Feldes Calau-Süd im Lausitzer Braunkohlerevier und war durch die Devastierung bedroht. Nach der Wiedervereinigung gehörte Buchwäldchen zum Landkreis Calau im Land Brandenburg und schloss sich am 1. Oktober 1992 mit dreizehn weiteren Gemeinden zum Amt Altdöbern zusammen. Die Planungen zur Öffnung des Kohlenfeldes Calau-Süd wurden nach der Wende verworfen. Der Landkreis Calau ging bei der Kreisreform im Dezember 1993 im neuen Landkreis Oberspreewald-Lausitz auf. Am 31. März 2002 schloss sich Buchwäldchen mit den Orten Schöllnitz, Muckwar und Gosda zur Gemeinde Luckaitztal zusammen. Das Gutshaus befindet sich heute wieder im Besitz der Nachkommen des letzten Gutsbesitzers.

## Einwohnerentwicklung
| Einwohnerentwicklung in Buchwäldchen von 1875 bis 2001 | Einwohnerentwicklung in Buchwäldchen von 1875 bis 2001 | Einwohnerentwicklung in Buchwäldchen von 1875 bis 2001 | Einwohnerentwicklung in Buchwäldchen von 1875 bis 2001 | Einwohnerentwicklung in Buchwäldchen von 1875 bis 2001 | Einwohnerentwicklung in Buchwäldchen von 1875 bis 2001 | Einwohnerentwicklung in Buchwäldchen von 1875 bis 2001 | Einwohnerentwicklung in Buchwäldchen von 1875 bis 2001 | Einwohnerentwicklung in Buchwäldchen von 1875 bis 2001 | Einwohnerentwicklung in Buchwäldchen von 1875 bis 2001 | Einwohnerentwicklung in Buchwäldchen von 1875 bis 2001 | Einwohnerentwicklung in Buchwäldchen von 1875 bis 2001 | Einwohnerentwicklung in Buchwäldchen von 1875 bis 2001 | Einwohnerentwicklung in Buchwäldchen von 1875 bis 2001 |
| Jahr                                                   | Einwohner                                              | Jahr                                                   | Einwohner                                              | Jahr                                                   | Einwohner                                              | Jahr                                                   | Einwohner                                              | Jahr                                                   | Einwohner                                              | Jahr                                                   | Einwohner                                              | Jahr                                                   | Einwohner                                              |
| ------------------------------------------------------ | ------------------------------------------------------ | ------------------------------------------------------ | ------------------------------------------------------ | ------------------------------------------------------ | ------------------------------------------------------ | ------------------------------------------------------ | ------------------------------------------------------ | ------------------------------------------------------ | ------------------------------------------------------ | ------------------------------------------------------ | ------------------------------------------------------ | ------------------------------------------------------ | ------------------------------------------------------ |
| 1875                                                   | 106                                                    | 1933                                                   | 170                                                    | 1964                                                   | 204                                                    | 1989                                                   | 284                                                    | 1993                                                   | 252                                                    | 1997                                                   | 248                                                    | 2001                                                   | 225                                                    |
| 1890                                                   | 100                                                    | 1939                                                   | 173                                                    | 1971                                                   | 322                                                    | 1990                                                   | 283                                                    | 1994                                                   | 249                                                    | 1998                                                   | 244                                                    |                                                        |                                                        |
| 1910                                                   | 183                                                    | 1946                                                   | 204                                                    | 1981                                                   | 312                                                    | 1991                                                   | 259                                                    | 1995                                                   | 243                                                    | 1999                                                   | 232                                                    |                                                        |                                                        |
| 1925                                                   | 194                                                    | 1950                                                   | 250                                                    | 1985                                                   | 305                                                    | 1992                                                   | 252                                                    | 1996                                                   | 246                                                    | 2000                                                   | 241                                                    |                                                        |                                                        |

## Kultur und Sehenswürdigkeiten

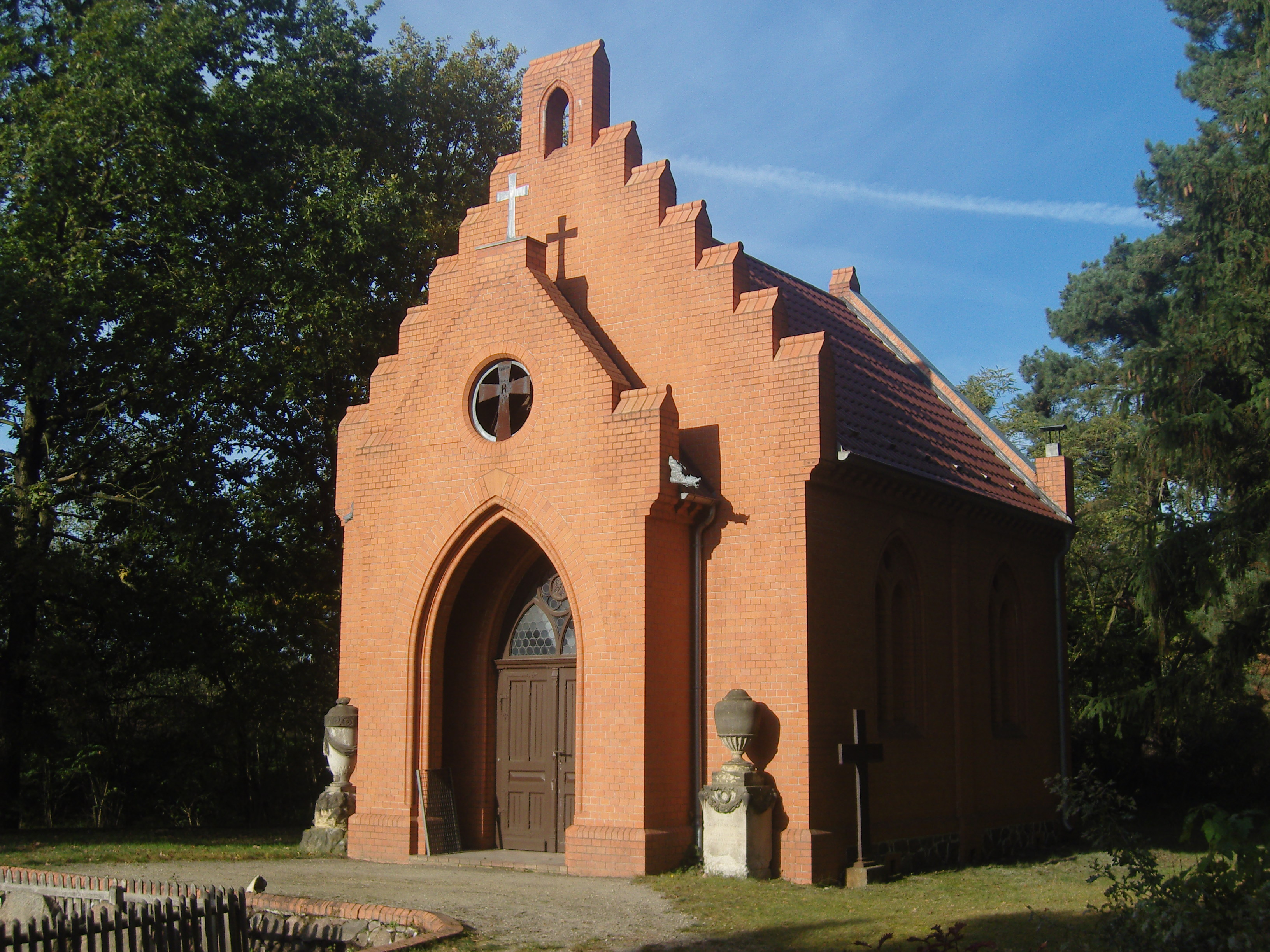
Friedhofskapelle

Die Friedhofskapelle in Buchwäldchen mit den Grabmälern und die Leichenhalle gehört zu den Baudenkmalen der Gemeinde Luckaitztal. Die Kapelle wurde 1896 von Baumeister August Siegert im Auftrag des Gutsbesitzers errichtet.

## Wirtschaft und Infrastruktur
Buchwäldchen liegt an der Kreisstraße 6621. Anderthalb Kilometer östlich der Ortschaft liegt die Landesstraße 53, die den Ort mit Calau und Altdöbern verbindet. Die Anschlussstelle Bronkow der Bundesautobahn 13 liegt zehn Fahrkilometer südwestlich von Buchwäldchen.
In Buchwäldchen gibt es eine Ziegelfabrik, die von der Wienerberger AG betrieben wird. Diese bezieht den Ton aus den Freibergen, ein nördlich des Ortes liegendes Waldstück, das auf einem Tertiärhügel liegt. Die Tonlagerstätte wurde für die Herstellung von Geschirr, Kacheln und Ziegeln genutzt.

## Persönlichkeiten
- Ferdinand von Helldorff (1835–1893), preußischer Landrat, starb hier